# Omey
Omey is een gemeente in het Franse departement Marne (regio Grand Est) en telt 256 inwoners (1999). De plaats maakt deel uit van het arrondissement Châlons-en-Champagne.

## Geografie
De oppervlakte van Omey bedraagt 3,9 km², de bevolkingsdichtheid is 65,6 inwoners per km².
De onderstaande kaart toont de ligging van Omey met de belangrijkste infrastructuur en aangrenzende gemeenten.

## Demografie
Onderstaande figuur toont het verloop van het inwonertal (bron: INSEE-tellingen).